# Pfarrhaus Weil (Oberbayern)

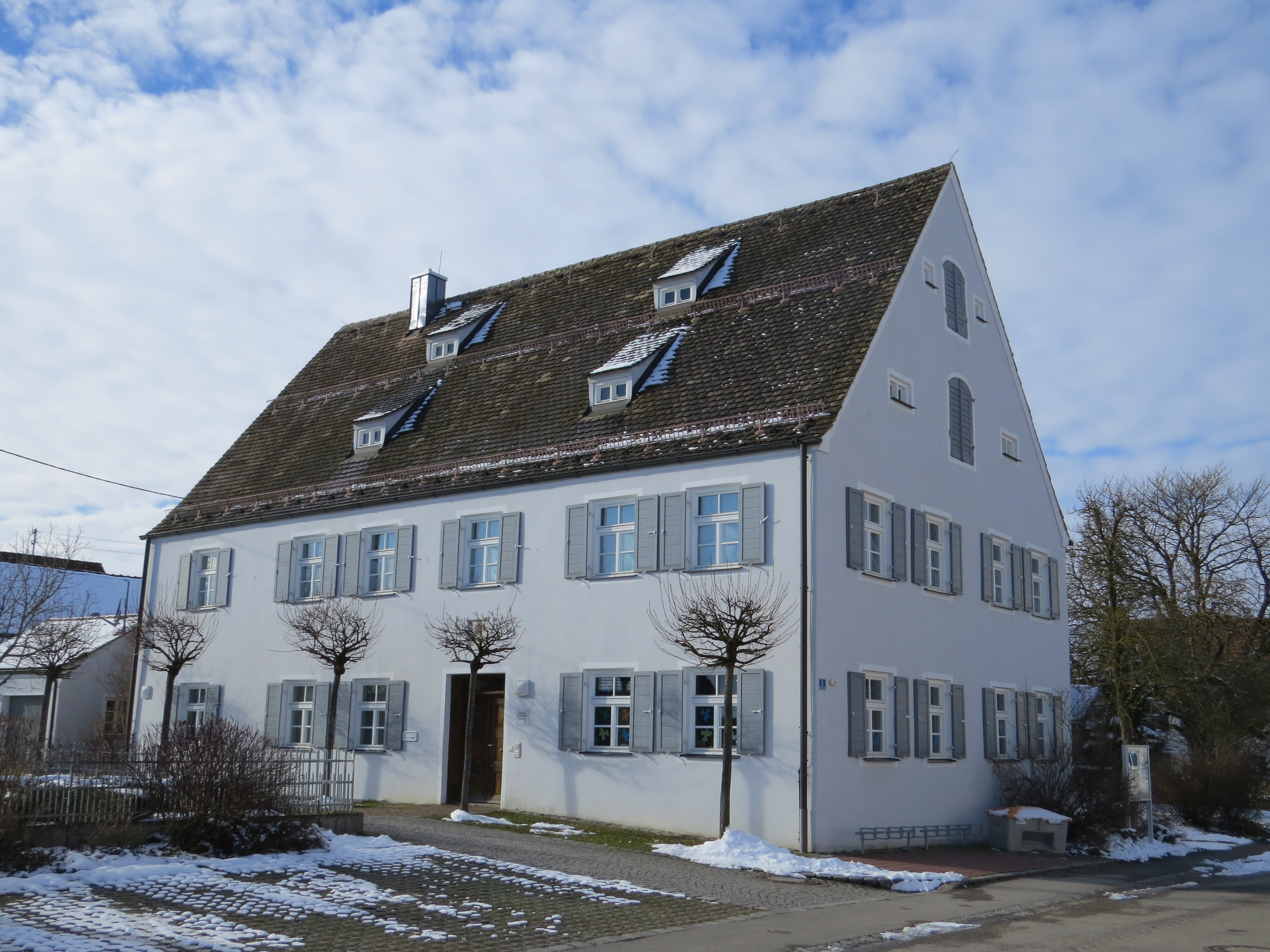
Ehemaliges Pfarrhaus in Weil

Das Pfarrhaus in Weil, einer Gemeinde im oberbayerischen Landkreis Landsberg am Lech, wurde 1711 errichtet. Das ehemalige Pfarrhaus an der Landsberger Straße 1, bei der katholischen Pfarrkirche St. Mauritius, ist ein geschütztes Baudenkmal.

## Beschreibung
Der langgestreckte, zweigeschossige Satteldachbau besitzt vier zu sechs Fensterachsen. Im straßenseitigen Giebel sind zwei Aufzugsöffnungen und vier kleine Rechteckluken vorhanden. Über der Eingangstür, mittig an der südlichen Traufseite, befindet sich eine Wappentafel mit der Jahreszahl 1711. Die zweiflügelige Haustür mit Feldern gegliedert stammt aus dem 19. Jahrhundert. Die mehrteiligen Rechteckfenster werden von Faschen gerahmt. 